# تونونگوا
تونونگوا (انگلیسی: Tununguá) یک منطقهٔ مسکونی در کلمبیا است.